# 伯桜鵬哲也
伯桜鵬 哲也（はくおうほう てつや、2003年8月22日 - ）は、鳥取県倉吉市出身で、伊勢ヶ濱部屋（入門時は宮城野部屋）所属の現役大相撲力士。本名落合 哲也（おちあい てつや）。血液型はO型。最高位は東前頭4枚目（2025年7月場所）。アマチュア時代の華々しい経歴や史上初の幕下付出から所要1場所で十両昇進を果たしたことから、メディアでは「令和の怪物」と称される。

## 来歴

### 生い立ち
53代横綱・琴櫻と同じ倉吉市立成徳小学校出身。後述にもあるように幼少期はサッカー少年だったが小学校4年生のときに本格的に相撲を始めた。
鳥取市立西中学校を経て鳥取城北高校に入学し、2年次、3年次の高校総体では高校横綱のタイトルを獲得した。3年次には全日本選手権でベスト8に入り三段目付出資格を得た。

### 実業団横綱になり宮城野部屋へ
高校卒業後、すぐにはプロ入りせずに右肩の手術を受け、相撲浪人してけがを治すことに専念した。その後、父親の会社である「有限会社野田組」に所属して、全日本実業団相撲選手権大会で優勝し、実業団横綱を獲得。
13代宮城野（元横綱・白鵬）の誘いで大相撲の宮城野部屋に入門した。
2022年度の実業団横綱であるため、2022年12月1日の日本相撲協会理事会で幕下15枚目格付出での入門が承認された。これに伴い、すでにエントリーされていた同4日の第71回全日本選手権は欠場した。

### 入門後
初土俵の場所となる2023年1月場所は、2日目（1番相撲）に関取経験者の王輝が休場し不戦勝での白星デビューとなった。7日目（4番相撲）は大成龍に勝利し4連勝で勝ち越しを決めた。13日目（7番相撲）は風賢央に勝利し、幕下15枚目格付け出し力士としては下田以来となる史上2人目の7戦全勝優勝を決め、場所後の新十両昇進がほぼ確実となった。
1月25日に開かれた番付編成会議で、落合の3月場所の新十両昇進が正式に発表された。過去幕下15枚目格付出制度が出来て以来6力士が2場所で十両昇進していたが、落合はそれらを上回る史上最速昇進記録となった。
3月場所は7日目終了時点で6勝1敗であったが、7日目の取組後に土俵下で左肘を抑える仕草を見せるなど異変を感じさせた。それでもこの場所は10勝5敗の成績を残し、千秋楽の朝乃山戦後には「全てが勉強になりました」と新十両場所の感想を述べた。
2023年5月場所は場所前に左肩を痛め、手術も検討されたが、最終的には大きなテーピングを施した上で出場を選択。西十両8枚目で雅山以来2人目となる新十両から2場所連続での二桁勝利を記録した。12日目に11勝目を挙げた際はこの場所の星取次第で遠藤以来、昭和以降2例目となる初土俵から所要3場所での新入幕が見える状況となった。この場所は14勝1敗同士で豪ノ山と優勝決定戦を演じる極めて高レベルな優勝争いとなり、十両での14勝1敗同士での優勝決定戦は史上初のこととなったが、敗れて十両優勝を逃した。しかしこの好成績により、続く7月場所での新入幕が決定的となった。
同年5月28日に行われた宮城野部屋の千秋楽パーティーで7月場所から四股名を地元・鳥取の旧国名でもある伯耆国の「伯」、倉吉市出身の元横綱・琴櫻をたたえた相撲大会で小学生の頃に参加し相撲を始めたきっかけとなった「桜ずもう」の「桜」、師匠の現役時代の四股名の「鵬」を入れた「伯桜鵬（はくおうほう）」に改名することが発表された。
7月場所では、11日目に勝ち越しを決めるなど好調を示した。この場所は14日目終了時点で3敗の豊昇龍、北勝富士と共に優勝争いの首位を並走していたが、千秋楽には豊昇龍に敗れて4敗となり、109年ぶりの新入幕優勝は逃した。優勝こそ逃したが、場所での活躍と左四つの相撲が評価され、敢闘賞と技能賞をダブル受賞。初土俵から所要4場所での三賞獲得は史上最速となった。

### 左肩の怪我による幕下陥落と再十両、再入幕
9月場所は8枚上昇の西前頭9枚目まで最高位を更新。ところが7月場所後は左肩関節亜脱臼の為に夏巡業を全休。左肩は中学生の頃からの古傷であり、2023年7月場所前には「もともと、中学校の時から悪かったので。悪化させないようにして、相撲を取れる状態でいることが一番」と古傷を気にする発言を行っており、7月場所中も3回程度肩が外れることがあった。8月31日に左肩の古傷の手術を受け、9月場所は全休した。西十両6枚目に番付を落とした11月場所も全休し、2024年1月場所番付発表により西幕下5枚目に名前が載り、正式に幕下に陥落した。
2024年1月場所は6勝1敗で終えた。1月31日に開かれた番付編成会議において再十両が決まり、2場所ぶりに関取に復帰した。3月場所から初めて髷を結って土俵に上がることとなった。
2024年3月28日、日本相撲協会の理事会で宮城野部屋は同年4月以降無期限で伊勢ヶ濱一門預かりとなり、宮城野部屋に所属する全員が同一門の伊勢ヶ濱部屋に転籍することを決定した。西十両8枚目の地位で迎えた同年5月場所は中日から新型コロナ感染により休場したが、そこまで3勝である千秋楽まで休場すると幕下陥落が確定的となる状況であったため、13日目から再出場。千秋楽に勝って5勝6敗4休とし、十両残留を決めた。その後、同年7月場所から11勝、8勝、10勝と3場所連続で勝ち越し、2025年1月場所で2023年9月場所以来8場所ぶりに幕内に復帰した。1月場所は序盤から白星を重ね、終盤に幕内上位の力士との対戦が組まれた中勝ち越し、千秋楽の髙安戦で勝利したことにより10勝5敗と白星を2桁に乗せたと同時に通算100勝目を達成した。
2025年7月場所中日、新横綱大の里を破る金星を挙げた。

## 取り口
基本的に組んで良し、離れて良しのオールラウンダーだが、どちらかというと四つ相撲の方を好む。新入幕時点では「相撲技術に関してはベテラン並み」との声もある一方、「並以下」と酷評される立合いの威力などのパワー不足が課題で、立合いに失敗すると一気に後退してしまう傾向がある。この辺は同時新入幕で立合いの当たりが強力なパワー型として認知されている豪ノ山と対照的である。
13代宮城野は、2023年1月時点で「本当に相撲を知っている」と評価している。
15代武蔵川は（元横綱・武蔵丸）は2023年5月場所後に「19歳と若い割には、『受けてからなんとかしよう』『まわしを取ってからどうにかしよう』という守りの相撲なんだ」と注文を付けていた。
兄弟子で鳥取城北高の先輩でもある23代間垣（元幕内・石浦）は、高校生の頃から高校生離れした修正能力を持っており、今（2023年7月場所時点）の大相撲でも屈指だと思うと発言している。また、2023年7月場所14日目には、優勝争い単独トップの北勝富士戦の前でも平然としているなどメンタル面の強さを見せつけた。
2023年7月場所中時点の伯桜鵬を13代二所ノ関（元横綱・稀勢の里）は「現状は、通信簿でいえば5段階評価で『オール4』といったところでしょうか。そこからトップレベルの『5』になるもの、出足とかさばきの良さなど何か飛び抜けたものを習得すると、上位を脅かす存在になるでしょう」と評価した。

## 人物
- 小学生時代にサッカーの経験があり、ポジションはフォワードとゴールキーパーを担当していた[2]。
- 落合は初めから根性があったわけではない。小学4年生の時には、鳥取県に遠征に来た同世代のわんぱく相撲チャンピオンに吹っ飛ばされて、逃げまわったことがあったそうである。中学時代には初めての本格的な稽古で相手にぶつかられ、恐怖で体がフリーズしたような状態になったりした[43]。
- 落合の中学在学3年間で学年主任を務めた教員によると、優しい子で生徒たちや教員たちから「テツ」と呼ばれて慕われ、合唱コンクールの時もクラスのみんなを盛り上げていたとのことで、1年生の時は体格の割に給食をそれほど食べなかったが、学年が上がるにつれて量は増え、相撲に段々本気になったという[43]。
- 趣味は演歌。好きな歌手は吉幾三[2]。
- 歌が上手く、元石浦の間垣親方の引退相撲でも相撲甚句を披露した[44]。
- 50m走の自己ベストは6秒7[2]。
- 協会公式プロフィールによると好きなアーティストはAIと吉幾三、アニメは『クレヨンしんちゃん』[45]。

## エピソード

### 入門前
- 小学6年生の時に「ごっつぁんちゃんこ」、「関とりのからあげ」、「ねばり勝ち納豆」など相撲にちなんだ料理を取り入れた「横綱さん給食」という給食の献立を考案。そのメニューが献立を考える市内のコンテストで最優秀賞を受賞し、現在も故郷の倉吉市の母校で提供されている[46]。
- 大相撲入門後に「第53代横綱、琴桜関は自分の小学校のスターです。学校の前に銅像があるんです。ぼくは血がつながってないけど、近い存在にいたような感覚があって」と思いを語っている[47]。
- 後に師匠となる宮城野親方とは小学6年生の時に行われた倉吉巡業で初対面し、「自分は将来横綱になって、白鵬関の記録を抜きたいです」と宣言し、宮城野は「おう、ぜひ。簡単に抜かれたら困るから、俺ももう少し頑張らないとね」と笑って答えており、この模様が地元のNHK鳥取のニュースで放送された[48]。
- 鳥取城北高校の10学年先輩である逸ノ城とは小学4年生の時に稽古をしたことがある。当時逸ノ城は既に高校を卒業して鳥取県体育協会の職員となっていた。2023年3月場所11日目で逸ノ城と初対戦となったが突き落としに敗れて恩返しは果たせなかった。取組後に落合は「全く通用しなかった。めちゃくちゃ重かったです」と振り返った[49]。

### 入門後
- 2023年の十両昇進において、落合は昇進が正式に決定するまで「上がれなかったという前例があったので、自分の気持ちの中で来場所に向けて精進していこうと思っていました」と油断していなかったという[50]。新十両誕生は13代宮城野の部屋継承後初、宮城野部屋としても2021年9月場所の北青鵬以来で、鳥取県出身としては琴櫻、石浦に続き戦後3人目となった[51]。
- 2023年3月8日に母校の鳥取城北高からの化粧まわしの贈呈式が行われた際は相撲部総監督で校長の石浦外喜義から「野球の大谷選手のように、相撲界では落合と言われるようなことをやってほしい」とエールを送られた[52]。
- 新入幕会見では、新しい四股名について「すごく気に入っている。新鮮な感じがします」と語った[53]。
- 十両は11勝4敗や10勝5敗での優勝が頻繁に発生する地位として知られる。その十両の地位で10勝以上上げた場所が3場所あるが、いずれも優勝を逃している。特に十両2場所目の2023年5月場所では14勝1敗の好成績を上げていながら優勝を逃している。優勝決定戦で負けたことで優勝を逃したが、十両の地位で14勝上げて優勝できないのは極めて珍しい。

## 年表
- 2023年1月場所 - 初土俵（幕下付け出し）
- 2023年3月場所 - 新十両
- 2023年7月場所 - 新入幕
- 2023年11月場所 - 十両陥落
- 2024年1月場所 - 幕下陥落
- 2024年3月場所 - 再十両（関取復帰）
- 2025年1月場所 - 再入幕（幕内復帰）

## 主な成績
2025年7月場所終了現在

### スピード記録
- 幕下付け出しから十両昇進所要場所数：1場所（歴代1位）
- 幕下付け出しから新入幕までの所要場所数：3場所（遠藤と並んで歴代1位タイ）
- 幕下付け出しから幕内で白星を挙げるまでの所要数：3場所目初日（歴代1位）
- 幕下付け出しから幕内で勝ち越すまでの記録：3場所目11日目（遠藤と並んで歴代1位タイ）
- 幕下付け出しからこれより三役に登場するまでの記録：4場所（歴代1位）
- 幕下付け出しから初の三賞受賞までの所要場所数：4場所（歴代1位）
- 幕下付け出しから初の三賞複数受賞までの所要場所数：4場所（歴代1位）
- 幕内昇進：19歳10か月（歴代6位）

### 通算成績
- 通算成績：125勝65敗34休（16場所）
- 通算勝率：.658
  - 幕内成績：46勝29敗15休（6場所）
  - 幕内勝率：.613
  - 十両成績：66勝35敗19休（8場所）
  - 十両勝率：.653
  - 幕下成績：13勝1敗（2場所）
  - 幕下勝率：.928

### 各段在位場所数
2025年7月場所終了現在
- 通算在位：16場所
  - 幕内在位：6場所
    - 平幕在位：6場所

  - 十両在位：8場所
  - 幕下在位：2場所

### 各段優勝
- 幕下優勝：1回（2023年1月場所）

### 三賞・金星
- 三賞
  - 敢闘賞：1回（2023年7月場所）
  - 技能賞：1回（2023年7月場所）
- 金星：1個
  - 大の里：1個（2025年7月場所）

### 場所別成績
| | 一月場所 初場所（東京） | 三月場所 春場所（大阪） | 五月場所 夏場所（東京） | 七月場所 名古屋場所（愛知） | 九月場所 秋場所（東京） | 十一月場所 九州場所（福岡） |
| --- | ----------------------- | ----------------------- | ----------------------- | --------------------------- | ----------------------- | --------------------------- |
| 2023年 （令和5年） | 幕下付出15枚目 優勝 7–0 | 西十両14枚目 10–5       | 西十両8枚目 14–1        | 西前頭17枚目 11–4 敢技      | 西前頭9枚目 休場 0–0–15 | 西十両6枚目 休場 0–0–15     |
| 2024年 （令和6年） | 西幕下5枚目 6–1         | 西十両13枚目 8–7        | 西十両8枚目 5–6–4       | 東十両13枚目 11–4           | 西十両5枚目 8–7         | 西十両2枚目 10–5            |
| 2025年 （令和7年） | 東前頭15枚目 10–5       | 東前頭9枚目 9–6         | 東前頭7枚目 8–7         | 東前頭4枚目 8–7 ★           | x                       | x                           |
| 各欄の数字は、「勝ち-負け-休場」を示す。 優勝 引退 休場 十両 幕下 三賞：敢=敢闘賞、殊=殊勲賞、技=技能賞 その他：★=金星 番付階級：幕内 - 十両 - 幕下 - 三段目 - 序二段 - 序ノ口 幕内序列：横綱 - 大関 - 関脇 - 小結 - 前頭（「#数字」は各位内の序列） |                         |                         |                         |                             |                         |                             |

## 幕内対戦成績
（以下は最高位が横綱・大関の現役力士）
- 横綱・豊昇龍には2敗。豊昇龍の横綱昇進後は1敗。
- 横綱・大の里には1勝1敗。2025年7月場所で金星を獲得した。
- 大関・琴櫻には1敗。
- 元大関・髙安には2勝。
- 元大関・正代には2勝。
- 元大関・霧島には1勝1敗。

| 力士名   | 勝数 | 負数 | 力士名   | 勝数 | 負数 | 力士名 | 勝数 | 負数 | 力士名 | 勝数 | 負数 |
| -------- | ---- | ---- | -------- | ---- | ---- | ------ | ---- | ---- | ------ | ---- | ---- |
| 碧山     | 1    | 0    | 安青錦   | 0    | 2    | 朝紅龍 | 1    | 0    | 阿炎   | 2    | 0    |
| 一山本   | 1    | 0    | 宇良     | 1    | 0    | 遠藤   | 3    | 0    | 欧勝馬 | 3    | 1    |
| 阿武剋   | 3    | 1    | 王鵬     | 0    | 1    | 大の里 | 1    | 1    | 輝     | 0    | 1    |
| 北の若   | 1    | 0    | 霧島     | 1    | 1    | 金峰山 | 0    | 2    | 豪ノ山 | 1    | 1    |
| 琴恵光   | 1    | 0    | 琴櫻     | 0    | 1    | 琴勝峰 | 1    | 0    | 獅司   | 1    | 0    |
| 正代     | 2    | 0    | 湘南乃海 | 2    | 1    | 大栄翔 | 0    | 1    | 大翔鵬 | 0    | 1    |
| 髙安     | 2    | 0    | 宝富士   | 0    | 1    | 玉正鳳 | 1    | 0    | 玉鷲   | 0    | 3    |
| 美ノ海   | 1    | 1    | 千代翔馬 | 1    | 0    | 時疾風 | 1    | 1    | 翔猿   | 4    | 0    |
| 錦木     | 3    | 0    | 平戸海   | 2    | 1    | 武将山 | 1    | 0    | 豊昇龍 | 0    | 2    |
| 北勝富士 | 1    | 0    | 明生     | 2    | 2    | 竜電   | 0    | 1    | 若隆景 | 0    | 1    |
| 若元春   | 0    | 1    |          |      |      |        |      |      |        |      |      |

## 改名歴
- 落合 哲也（おちあい てつや）2023年1月場所 - 5月場所
- 伯桜鵬 哲也（はくおうほう -）2023年7月場所 -